# Рогулла Нікпаї
Рогулла Нікпаї  (15 червня 1987) — афганський тхеквондист, олімпійський медаліст.

## Виступи на Олімпіадах
| Олімпіада   | Дисципліна | Місце |
| ----------- | ---------- | ----- |
| Пекін 2008  | до 58 кг   | =3    |
| Лондон 2012 | до 68 кг   | =3    |